# Musikåret 1944

## Händelser
- 18 januari – Metropolitan Opera har för första gången en jazzkonsert, Louis Armstrong, Benny Goodman, Lionel Hampton, Artie Shaw, Roy Eldridge och Jack Teagarden uppträder.
- 15 december – Glenn Miller rapporteras försvunnen, den officiella förklaringen är att hans flygplan störtat i Engelska kanalen.

## Årets singlar & hitlåtar
Vänligen sortera soloartister på efternamn, musikgrupper på förstabokstaven (utan engelskans "The" och "A")
- Lasse Dahlquist – Gå upp och pröva dina vingar [1]
- Sigge Fürst – Stadsbudsvisan [2]

## Årets sångböcker och psalmböcker
- Evert Taube – Evert Taubes nya bästa [3]

## Födda
- 9 januari – Jimmy Page, brittisk musiker, gitarrist i Led Zeppelin.
- 27 januari – Nick Mason, brittisk musiker, trummis i Pink Floyd.
- 13 februari – Wlodek Gulgowski, svensk kompositör och textförfattare.
- 13 februari – Peter Tork, amerikansk skådespelare och musiker, medlem av The Monkees 1966–68.
- 24 februari – Nicky Hopkins, brittisk musiker, pianist.
- 1 mars – Roger Daltrey, brittisk musiker, sångare i The Who.
- 2 mars – Leif Segerstam, finlandssvensk dirigent, tonsättare, pianist och violinist.
- 6 mars – Kiri Te Kanawa, nyzeeländsk operasångerska.
- 15 mars – Hans Dornbusch, svensk tenor.
- 18 mars – Magnus Lind, svensk författare, manusförfattare, journalist, kompositör och sångtextförfattare.
- 26 mars – Diana Ross, amerikansk sångerska.
- 29 mars – Terry Jacks, kanadensisk sångare och musiker.
- 13 april – Jack Casady, amerikansk musiker, basist i Jefferson Airplane.
- 15 april – Dave Edmunds, brittisk rocksångare och gitarrist.
- 8 maj – Gary Glitter, brittisk sångare.
- 10 maj – Ulf Dageby, svensk kompositör och musiker.
- 28 maj – Gladys Knight, amerikansk R&B- och soulsångare.
- 4 juni – Michelle Phillips, amerikansk skådespelare och sångerska, medlem av The Mamas and the Papas.
- 10 juli – Jan Lindell, svensk skådespelare, musiker, kompositör och musikarrangör.
- 19 juli – Jan Bandel, svensk kompositör och musiker.
- 1 augusti – Hans Mosesson, svensk musiker, skådespelare och regissör.
- 4 augusti – Bobo Stenson, svensk jazzmusiker.
- 20 augusti – Michael B. Tretow, artist och ljudtekniker åt Abba
- 6 september – Roger Waters, brittisk musiker, basist i Pink Floyd.
- 13 september – Peter Cetera, amerikansk sångare, medlem i Chicago.
- 18 september – Siv Wennberg, svensk operasångare (sopran).
- 1 oktober – Scott McKenzie, amerikansk popmusiker.
- 25 oktober – Jon Anderson, brittisk sångare.
- 25 oktober – Björn J:son Lindh, svensk kompositör.
- 31 oktober – Kinky Friedman, amerikansk deckarförfattare och countrysångare.
- 2 november – Keith Emerson, brittisk musiker, medlem i Emerson, Lake & Palmer.
- 17 november – Lorne Michaels, kanadensisk producent och textförfattare.
- 17 november – Gene Clark, sångare, gitarrist och låtskrivare. Medlem i The Byrds.
- 19 november
  - Agnes Baltsa, grekisk operasångare (mezzosopran).
  - Ted Ström, svensk musiker.
- 1 december – Arja Saijonmaa, finländsk sångare.
- 4 december
  - Chris Hillman, amerikansk sångare, basist och mandolinist.
  - Dennis Wilson, amerikansk popmusiker, medlem i The Beach Boys.
- 6 december – Jonathan King, brittisk sångare.
- 11 december - Hasse Carlsson, svensk musiker, sångare i Flamingokvintetten.
- 19 december – Zaln Yanovsky, amerikansk musiker, medlem av The Lovin' Spoonful.

## Avlidna
- 8 februari – Charles Dornberger, 45, amerikansk saxofonist och orkesterledare.
- 21 juli – Eric Engstam, 53, svensk sångtextförfattare, vissångare och skådespelare.
- 3 september – František Drdla, 75, tjeckisk kompositör och violinist.
- 16 oktober – Eric Westberg, 52, svensk musikorganisatör, kompositör och dirigent.
- 14 november – Carl Flesch, 71, ungersk-tysk violinist och pedagog.
- 26 november – Florence Foster Jenkins, 76, amerikansk amatöroperasångare (”sopran”).
- 15 december – Glenn Miller, 40, amerikansk orkesterledare, flygolycka.

### Fotnoter
1. ↑  ”Svensk mediedatabas”. http://smdb.kb.se/catalog/id/000090037. Läst 23 mars 2011.
2. ↑  ”Svensk mediedatabas”. http://smdb.kb.se/catalog/id/000090011. Läst 22 mars 2011.
3. ↑  ”Evert Taubes visböcker med innehåll”. http://www.abc.se/~m8169/taube/taubevis.html. Läst 23 mars 2011.